# Wohlfahrtia magnifica
Espèce
Wohlfahrtia magnifica est une espèce de mouches de l'ordre des diptères et de la famille des Sarcophagidae. Elle est connue aussi sous le nom commun de « mouche carnassière » ou « mouche tueuse », car ses larves s'attaquent au bétail et, en particulier, aux moutons,. Elle est également appelée « mouche des estives ».

## Répartition géographique

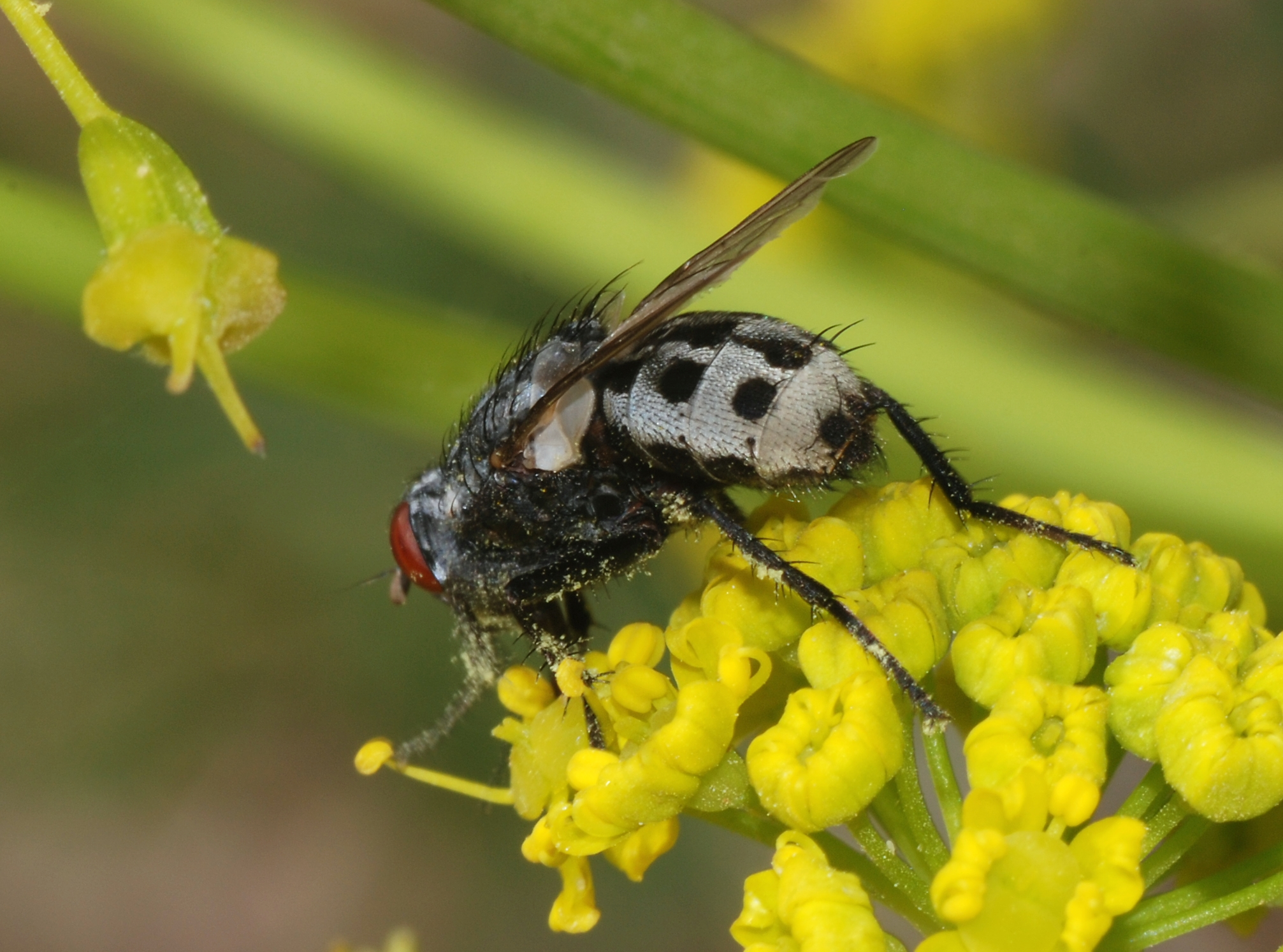
Vue de l'abdomen de Wohlfahrtia magnifica.

W. magnifica est présente dans le sud de l'Europe, en Asie centrale, au Moyen-Orient, Afrique du Nord et Chine. En Europe, elle se rencontre préférentiellement sur les alpages, à partir de 1 000 m d'altitude. Son aire de distribution est en expansion, probablement à cause du développement de l'élevage ovin,.

## Description
Les adultes ont une longueur d'environ 6 à 10 millimètres et leurs larves de stade III ont une longueur de 5 à 7 millimètres.

## Wohlfahrtiose

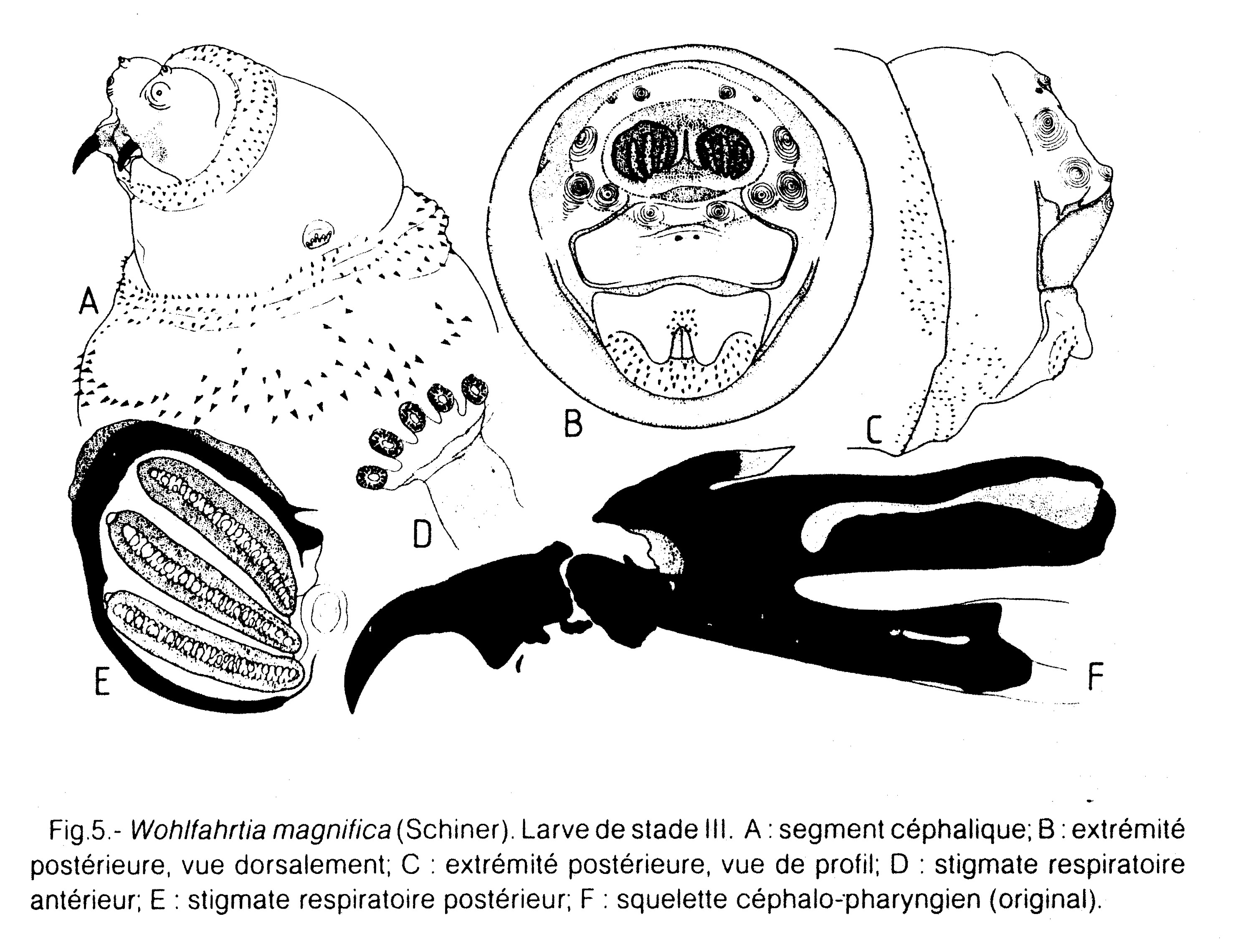
Fig. 7. Larve mature de Wohlfahrtia magnifica. Stade III.

Ses larves sont responsables de myiases et d'une parasitose nommée wohlfahrtiose qui affecte principalement les moutons, les chèvres, les vaches, les chevaux et rarement l'homme. Chez les moutons ce sont les parties génitales ou des blessures qui sont particulièrement atteintes. Dans les années 1980, elle a provoqué la mort de milliers de moutons dans les Pyrénées et les Alpes méridionales.

## Autres espèces
À la différence de W. magnifica, les espèces nord-américaines W. vigil et W. opaca, sont incapables de pénétrer au travers de la peau d'adultes.